# Ясеновце
Ясеновце (словац. Jasenovce) — село и одноимённая община в округе Вранов-над-Топлёу Прешовского края Словакии.

## История
Впервые упоминается в 1543 году.
В селе есть римо-католический костел с 1778 года в стиле классицизма.

## Население
| Год:                | 1994 | 2004     | 2014    | 2024    |
| ------------------- | ---- | -------- | ------- | ------- |
| Количество человек: | 194  | 229      | 232     | 216     |
| Разница:            |      | +18,04 % | +1,31 % | −6,89 % |

Национальный состав населения (по данным последней переписи населения 2001 года):
- словаки — 97,46 %,
- украинцы — 0,85 %,
- чехи — 0,42 %.

Состав населения по принадлежности к религии состоянию на 2001 год:
- римо-католики — 94,07 %,
- греко-католики — 2,54 %,
- не считают себя верующими или не принадлежат к одной конфессии — 2,96 %.